# Hervormde Kerk (Zuiderwoude)
De Hervormde kerk is een kerk gelegen aan de Dorpstraat 1 in het Noord-Hollandse Zuiderwoude. De bakstenen zaalkerk met houten toren op de façade werd gebouwd in 1877.

## Geschiedenis
Er zou op de plek van de huidige kerk al in de 11e eeuw een kapel hebben gestaan, die in 1573 verloren ging bij een aanval van Spaanse troepen. In 1624 werd een nieuwe kerk gebouwd, die echter in 1714 bij brand grotendeels verwoest werd. Het duurde tot 1877 eer een volgende kerk werd gebouwd. Dat gebouw staat er nu nog steeds; het werd in 2004 gerenoveerd en is in gebruik bij de hervormde gemeente.
Het mechanisch torenuurwerk stamt uit 1877 en is voorzien van een elektrische winding.
Sinds 1968 is het gebouw als rijksmonument opgenomen op de monumentenlijst.

## Interieur
In de kerk bevinden zich een preekstoel en houten lezenaar uit de 17e eeuw. De preekstoel komt nog uit het vorige gebouw. Het orgel is in 1866 gebouwd door de firma Gebr. Gradussen (Winssen) voor de Hervormde Kerk van Beuningen. Hij maakte gebruik van 18e-eeuws pijpwerk. Het orgel werd in 2006 verplaatst door de firma Steendam Orgelbouw (Roodeschool) naar Zuiderwoude en plaatste het daar achter het aanwezige front uit 1878.

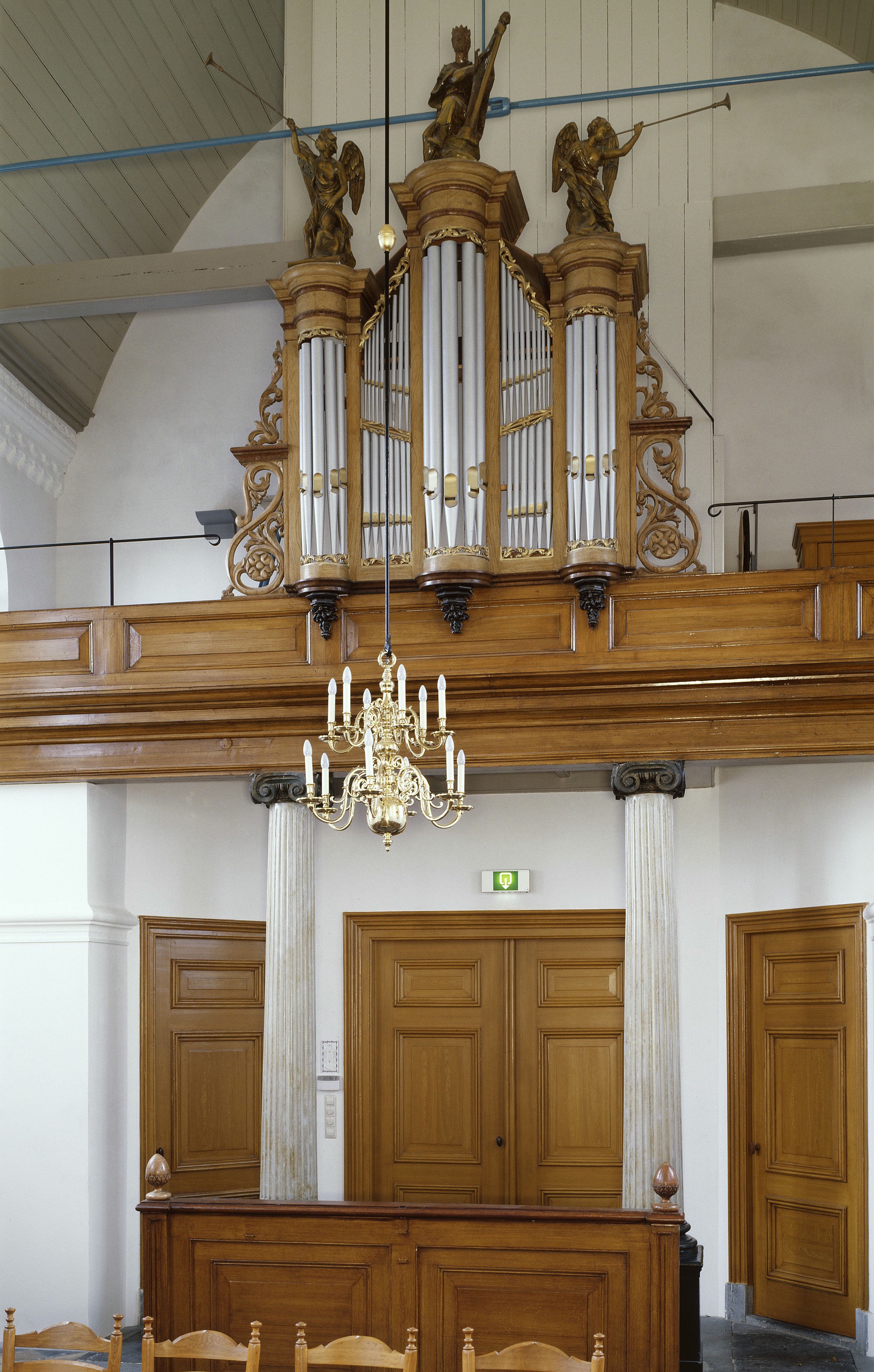
Orgel
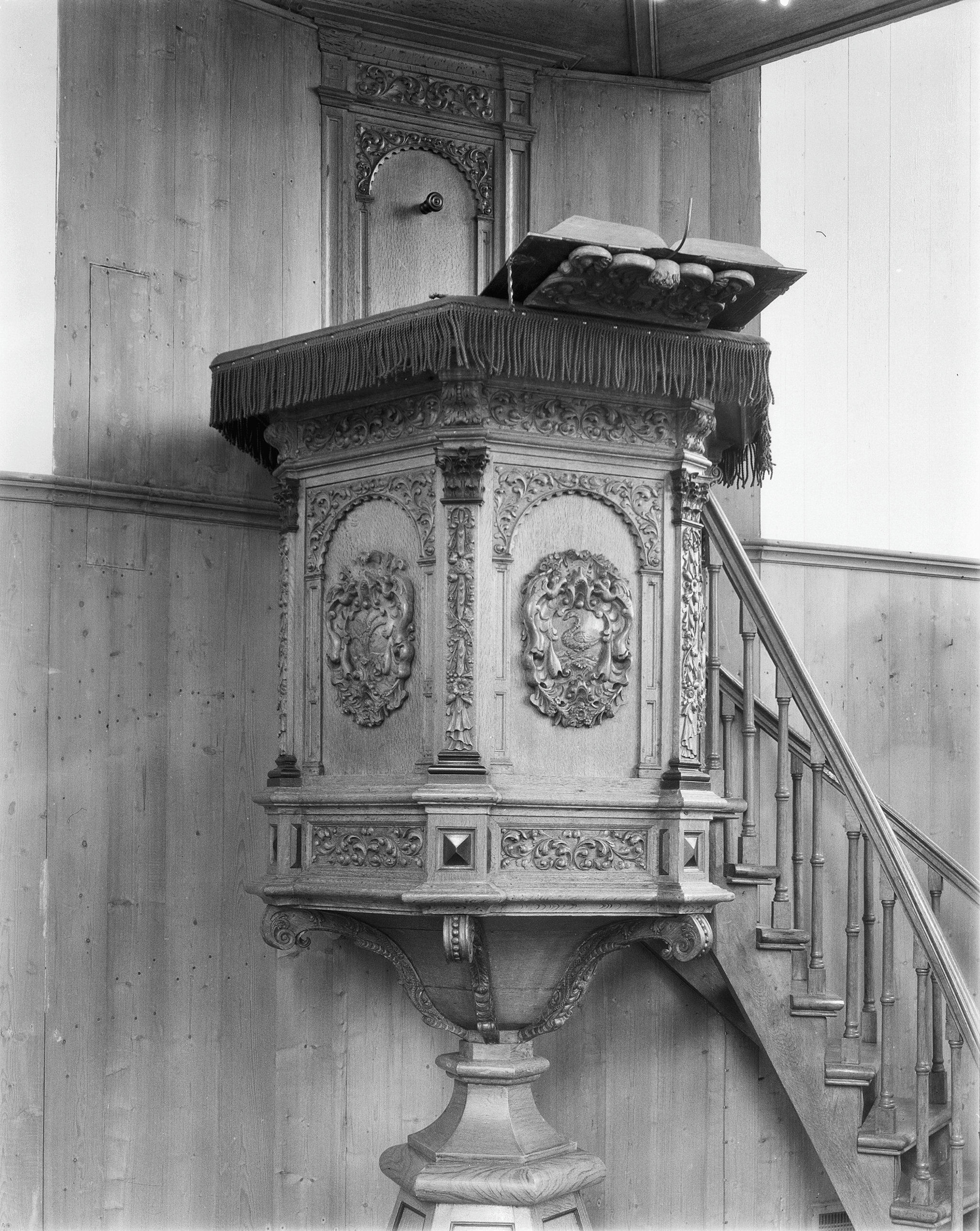
Preekstoel